# New Cambria (Missouri)
Pour les articles homonymes, voir New Cambria.
New Cambria, anciennement appelée Stockton, est une ville du comté de Macon, dans le Missouri, aux États-Unis,. Située à l'ouest du comté, elle est incorporée en 1869.

## Démographie
Lors du recensement de 2010, la ville comptait une population de 195 habitants. Elle est estimée, en 2016, à 192 habitants.

## Source de la traduction
- (en) Cet article est partiellement ou en totalité issu de l’article de Wikipédia en anglais intitulé « New Cambria, Missouri » (voir la liste des auteurs).